# Onesimos

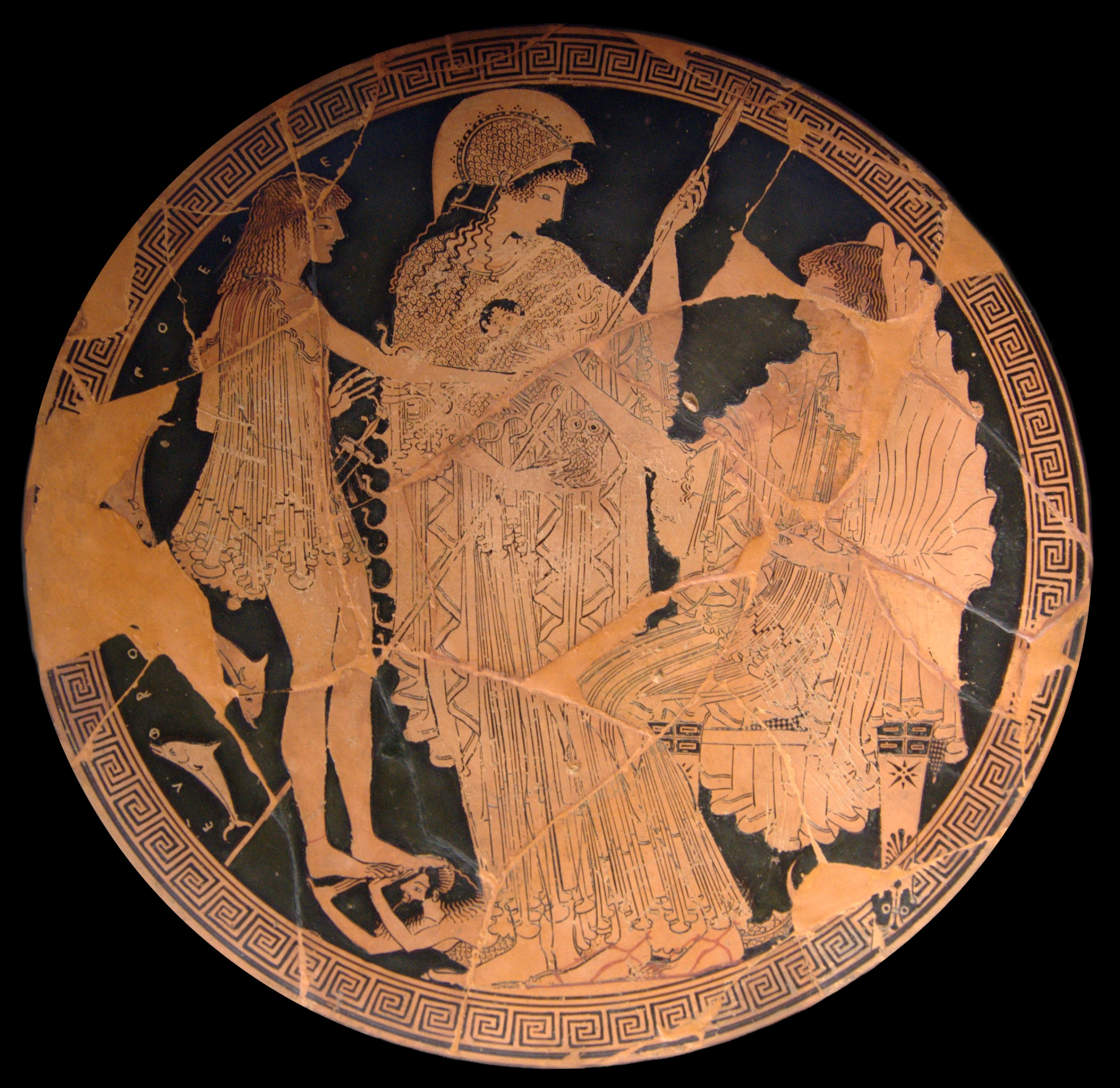
Schale Louvre G 104: Theseus, Amphitrite und Athena; Töpfer Euphronios

Onesimos (griechisch Ονήσιμος deutsch „der Nützliche“) war ein athenischer Vasenmaler des rotfigurigen Stils. Seine Schaffenszeit umfasst den Zeitraum der Jahre 505 v. Chr. bis 485 v. Chr. Er bemalte überwiegend Schalen.
Er war Schüler des Euphronios und arbeitete lange Zeit in dessen Werkstatt. Zusammen entwickelten sie den Zeichenstil der rotfigurigen Malerei für Trinkschalen. Onesimos gilt als einer der talentiertesten Maler des rotfigurigen Stils. Sein Werk ähnelt in vielem dem seines Meisters Euphronios. Da er zunächst noch eine etwas andere Arbeitsweise hatte, wurde sein Frühwerk zunächst unter dem Namen Panaitios-Maler gesammelt. Wie damals üblich stellte er häufig jugendliche Knaben dar, die er zunächst mit Leagros und Panaitios bezeichnet, später sind seine Epheben Athenodotos, Lykos und Erothemis. Vor allem in seiner frühen Schaffensphase beschreibt er sie mit dem Zusatz kalos (schön).

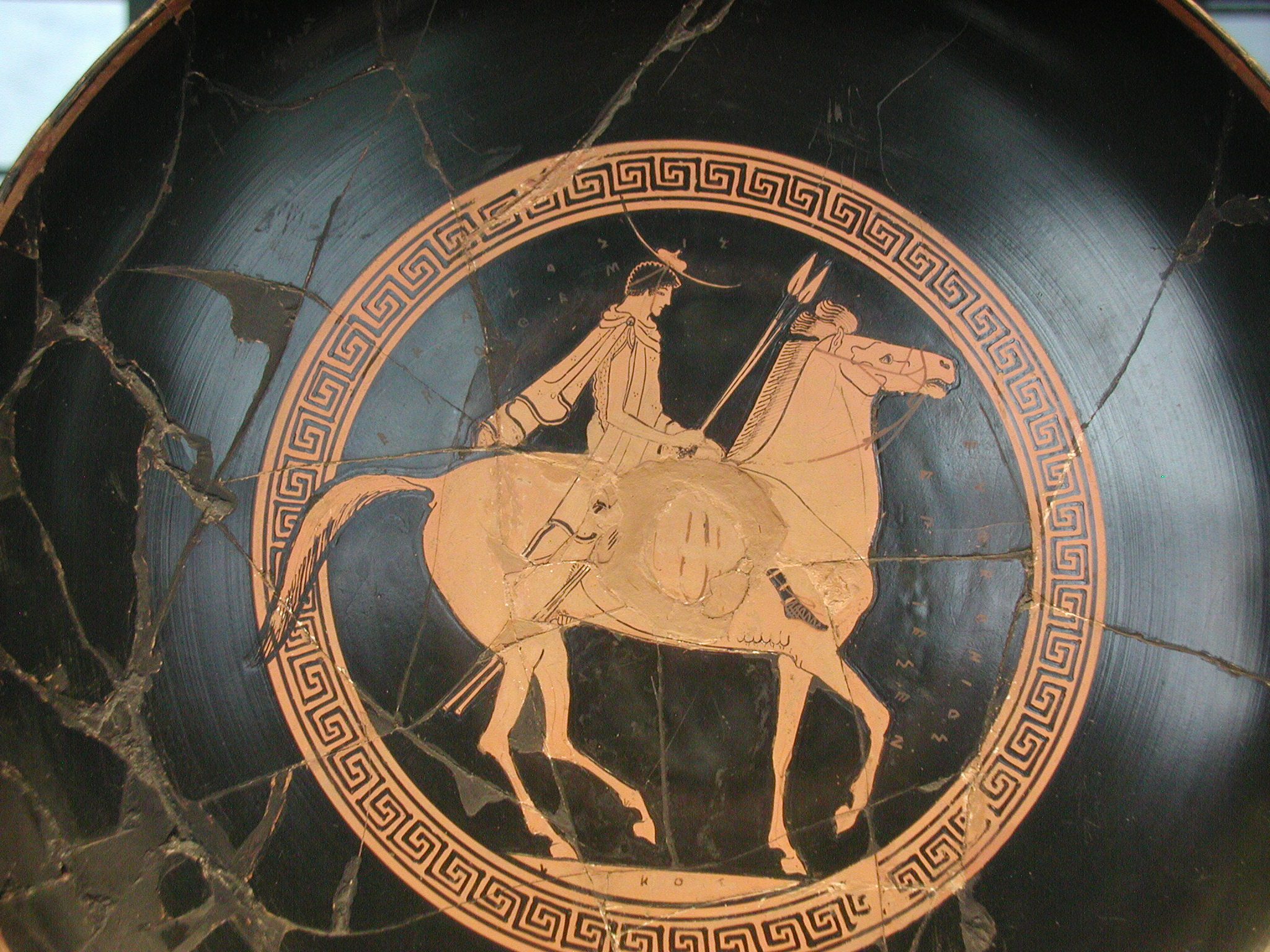
Signierte Schale Louvre G 105

Neben Schalen bemalte der Künstler auch Kyathoi, Teller, Phialen und andere Formen, die mit dem Symposion zusammenhängen. Seine Motive sind häufig das aristokratische Alltagsleben, vor allem von jungen Männern: Schule, Sport, Waffentraining und Umgang mit Pferden. Daneben zeichnete er Symposionbilder, die zum Teil recht derb waren und das Ergebnis zu hohen Weinkonsums zeigen: Streit und Erbrechen. Auch Hetärenbilder sind von ihm bekannt. Seine mythologischen Bilder sprengen manchmal den Rahmen des Bildträgers. So gibt es einen Satyr, der aus luftiger Höhe eine Mänade bedrängt oder einen auf einer Amphora sitzenden Satyr. Heroische Kriegsszenen gibt es von ihm selten. Er malte lieber Zeichen der Hoffnung: etwa Theano, die bei den Griechen Asyl erhält oder Aithra, die ihre Enkel in die Arme schließt.
Erhalten sind von Onesimos heute etwa 150 Vasen. Seine Signatur, übersetzt der Nützliche, findet sich nur auf der Schale Louvre G 105, die allerdings kein Höhepunkt seines Werkes war. Seine Verbundenheit mit Euphronios ist dennoch erkennbar, da das abgebildete Reiterbild an ein Werk seines Meisters erinnert und die Schale die Signatur des Euphronios trägt.